# Sjultjärnen (Fredrika socken, Lappland)
Sjultjärnen är en sjö i Åsele kommun i Lappland och ingår i Lögdeälvens huvudavrinningsområde. Sjön har en area på 0,118 kvadratkilometer och ligger 394,1 meter över havet. Sjultjärnen ligger i Lögdeälven Natura 2000-område.

## Delavrinningsområde
Sjultjärnen ingår i det delavrinningsområde (711517-163569) som SMHI kallar för Utloppet av Sjultjärnen. Medelhöjden är 428 meter över havet och ytan är 2,61 kvadratkilometer. Det finns inga avrinningsområden uppströms utan avrinningsområdet är högsta punkten. Vattendraget som avvattnar avrinningsområdet har biflödesordning 2, vilket innebär att vattnet flödar genom totalt 2 vattendrag innan det når havet efter 109 kilometer. Avrinningsområdet består mestadels av skog (94 procent). Avrinningsområdet har 0,12 kvadratkilometer vattenytor vilket ger det en sjöprocent på 4,5 procent.